# Švýcarsko na Letních olympijských hrách 2012
Švýcarsko se účastnilo Letní olympiády 2012. Zastupovalo ho 98 sportovců (70 mužů a 28 žen) v 19 sportech.

## Medailisté
| Medaile | Jméno            | Sport      | Soutěž             |
| ------- | ---------------- | ---------- | ------------------ |
| Zlato   | Steve Guerdat    | Jezdectví  | jednotlivci skoky  |
| Zlato   | Nicola Spirigová | Triatlon   | ženy               |
| Stříbro | Roger Federer    | Tenis      | Muži dvouhra       |
| Stříbro | Nino Schurter    | Cyklistika | muži cross-country |